# Gesta Comitum Barchinonensium
La Gesta comitum Barchinonensium o Crònica del comtes de Barcelona e dels reys d’Aragó és una crònica catalana escrita originàriament en llatí per monjos del monestir de Santa Maria de Ripoll a finals del segle xii, per bé que fou continuada posteriorment amb altres addicions.

## Intencionalitat política
La Gesta comitum Barchinonensium original fou redactada a finals del segle xii —just després de la unió dinàstica entre els comtes de Barcelona i els reis d'Aragó. I és que en el període comprès entre el 1170 i 1195 —durant el regnat d'Alfons el Cast, primer a ser rei d'Aragó i comte de Barcelona—, es recopilaren els Usatici Barchinonae, el Liber feudorum maior i la Gesta comitum Barchinonensium, conjunt que ha estat denominat com els tres monuments de la identitat política de Catalunya.
Els Usatici Barchinonae recollien bona part de l'antiga Lex Visigothorum i avalaven l'Auctoritas suprema del prínceps per damunt de tots els barons, amb la voluntat de convertir els Usatges de Barcelona en la llei de Catalunya «Consuetudinem Cathalonie» i imposar-la als barons nobiliaris. El Liber domini regis o Liber feudorum maior era la compilació —classificada per llinatges i castells—, de les convenientia que havien establert en el passat els comtes de Barcelona amb els barons nobiliaris; l'objectiu del document era el de servir d'instrument jurídic a fi de recuperar els drets jurisdiccionals del llinatge dels comtes de Barcelona que els barons nobiliaris els havien arrabassat durant la revolució feudal (1020-1060) ocorreguda en temps d'Ermessenda de Carcassona cent anys enrere. A partir d'aleshores, els barons que pretenien al·legar la propietat aloidal del castells on vivien hagueren de renunciar-hi davant l'evidència escrita del Liber feudorum maior.
En aquesta mateixa línia política de recuperació del poder del llinatge comtal barceloní, l'Església cedia, al —ara— rei i comte, la presidència de l'assemblea de Pau i Treva de Déu celebrada a la Fondarella el 1173; allí, Alfons el Cast aconseguí que els barons el reconeguessin, no ja com a senyor de vassalls, sinó com aquell qui ostenta la Potestas, ço és, aquell qui manté l'ordre públic en tota «la terra que va des de Salses fins a Tortosa i Lleida», definint així els límits de Catalunya. Finalment, l'objectiu de la Gesta Comitum Barchinonensium era donar una legitimitat històrica a la dinastia comtal barcelonina i simplificar el complex procés de formació i integració dels comtats catalans.

## Redaccions
La redacció primitiva (coneguda per les sigles GCBI) en llatí s'inicia amb la llegenda de Guifré el Pilós i arriba fins a la mort del comte Ramon Berenguer IV de Barcelona, pare del rei Alfons el Cast. Aquesta redacció inicial va ser escrita per un mateix autor en tres fases i fou finalitzada entre el 1162 i el 1184. Posteriorment, fou continuada entre el 1200 i el 1208 i comprèn el regnat d'Alfons el Cast. Una segona addició fou redactada entre el 1214 i el 1218, i abasta el regnat de Pere el Catòlic i la minoria d'edat de Jaume el Conqueridor. Finalment, una tercera addició fou redactada entre 1270 i 1275 i comprèn tot el regnat de Jaume el Conqueridor.
La redacció intermèdia (coneguda per les sigles GCBII) fou completada entre el 1268 i el 1270; està basada en la GCBI i complementada amb dades dels Cronicons Rivipullensis, del poema In laudem d'Oliba, de la Brevis historia monasterii Rivipullensis i de la De rebus Hispaniae de Rodrigo Ximénez de Rada. De la redacció intermèdia GCBII se'n va fer una traducció reduïda al català (coneguda per les sigles GCBIII) vers el 1268-1283.
La redacció final (coneguda per les sigles GCBIV) està feta basant-se en la redacció intermèdia GCBII i comprèn el període que abasta fins al 1299, i fou redactada entre el 1303 i 1314. Posteriorment, la crònica oficial de la dinastia comtal barcelonina, anomenada des de la unió dinàstica com a casal d'Aragó, fou continuada durant el regnat de Pere el Cerimoniós en les «Cròniques dels reis d'Aragó e comtes de Barcelona».